# Prečisto Srce Josipovo
Prečisto Srce Josipovo (latinski: Cor Iosephi Purissimum) rimokatolička je pobožnost koja štuje svetog Josipa kao pravednog čovjeka, posebno ističući njegovu kreposnu ulogu kao slike Boga Oca. Obuhvaća Josipovu odanost i ljubav prema Svetom Trojstvu, uključujući duboku ljubav prema njegovom sinu Isusu Kristu, prema Djevici Mariji i prema cijelom čovječanstvu. Posebno naglašava njegovu ljubav prema Mariji na čedan i djevičanski način. Prečisto Srce Josipovo prikazano je kao rasplamsano ljubavlju i ukrašeno bijelim ljiljanom koji predstavlja čistoću.
Za razliku od pobožnosti Presvetom Srcu Isusovu i Bezgrešnom Srcu Marijinu, ne postoji liturgijski kult Prečistog Srca Josipovog, te je stoga rezerviran kao privatna pobožnost.
Dana 20. svibnja 2022., papa Franjo primio je od Doma Jaimea Vieire Roche, nadbiskupa  Natala u Brazilu, pismo laika iz Nadbiskupije Natal sa zahtjevom da se u Rimskom kalendaru Crkve uvede liturgijski spomen na čast Prečistog Srca svetog Josipa. Pisma su prevedena na engleski, španjolski, talijanski, francuski i njemački jezik s ciljem prikupljanja potpisa koji će se dostaviti Svetom Ocu. Za ovo slavlje traži se da se spomen Prečistog Srca svetog Josipa ustanovi prve srijede nakon svetkovine Presvetog Srca Isusova i spomena Bezgrešnog Srca Marijina.
U sklopu Nacionalnoga svetišta sv. Josipa u Karlovcu nastala je pobožnost Vjenčić Prečistog Srca Josipova, koju čine molitveni vjenčići koji se sastoji od 31 molitelja, voditelja i duhovnika. Svaki član zadužen je, da određeni dan u mjesecu ima svoj molitveni dan na određene nakane, koji se sastoji od krunice, dolaska na svetu misu, pričesti, ispovijedi, a ako je moguće i od posta. Do kolovoza 2022., nastalo je oko 75 molitvenih vjenčića u Hrvatskoj i nekoliko izvan nje. Nadalje, u sklopu svetišta djeluje i Bratovština svetog Josipa za pomoć umirućima.